# شتاکوا (ایلینوی)
شتاکوا (به انگلیسی: Chautauqua) یک منطقهٔ مسکونی در ایالات متحده آمریکا است که در السا تاونشیپ واقع شده‌است.